# Thame
Thame (pronunciat /teɪm/) és un municipi del Regne Unit, que pertany al comtat d'Oxfordshire (Anglaterra). El seu topònim ve del nom del riu a la vora del qual es va construir la ciutat. El riu Thame, un afluent del Tàmesi, actualment travessa el territori pel nord de la ciutat. Dins d'aquest municipi està inclòs el llogaret de Moreton, al sud. L'emblema de la ciutat mostra la imatge d'un anell eclesiàstic que es va trobar amb l'emblema en llatí Vetus Tamen Vivet («l'antigor encar perviu»), que pretén ser un joc de paraules, ja que la paraula llatina tamen s'assembla a Thame, encara que no tinguin res a veure l'una amb l'altra.

## Història

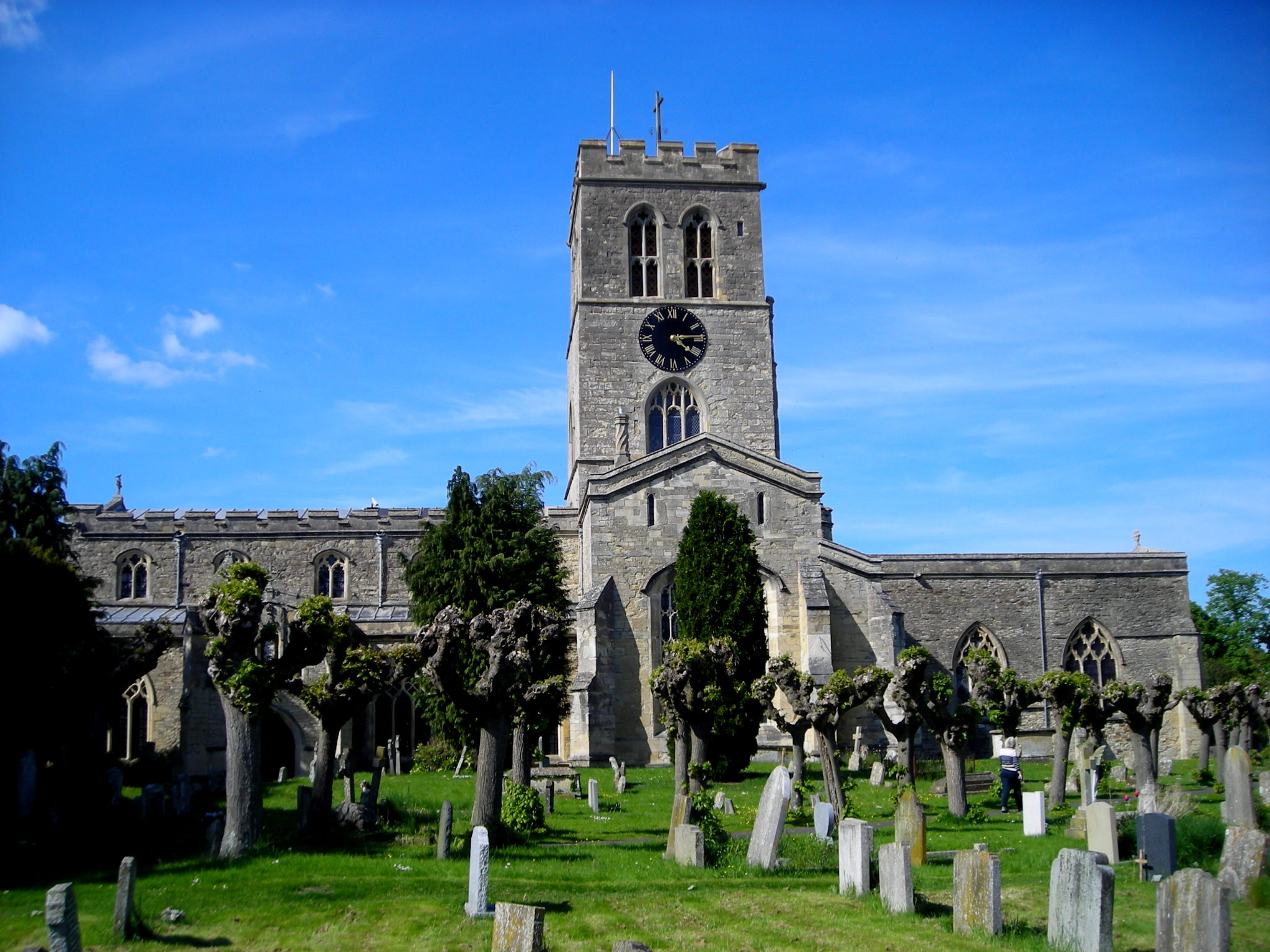
L'església de l'antiga abadia.

La ciutat es va fundar en època anglosaxona a l'entorn d'un monestir. En el Domesday Book, Thame apareix com a propietat del bisbat de Lincoln. El 1138 uns monjos de l'orde del cister enviats pel bisbe van fundar l'abadia de Thame. Quan al segle xvi es va decretar la supressió dels monestirs l'església de l'abadia es va conservar però bona part del monestir es va transformar en una mansió que s'anomena Thame Park House. La nova construcció va ser un dels primers exemples d'arquitectura renaixentista d'estil italià a Anglaterra.
El 1550 el tresorer del rei, John Williams, va estar implicat en la decisió reial de la dissolució dels monestirs i va obtenir a canvi la propietat de l'abadia més el títol de baró de Thame. Per substituir l'obra de beneficència que feien els monjos de l'abadia va decidir construir una casa de caritat, els primers habitants d'aquesta casa van ser cinc homes de negocis arruïnats. A la seva mort el 1559, segons demanava al seu testament, es va construir una escola pública al costat de la casa de caritat. El 1880 l'escola havia quedat petita i es va traslladar a un altre lloc en la carretera d'Oxford.
Durant la guerra civil anglesa (1642 - 1651), Thame va estar en mans d'un i altre bàndol. Després de la batalla de Chalrgove, esdevinguda el 1643, el coronel John Hampden, que havia estat educat en l'escola d'aquesta ciutat, va morir a conseqüència de les ferides a casa d'Ezekiel Browne, la posada Greyhound Inn.
El 1813 es va establir una casa que allotjava gent pobre sense recursos a canvi d'un treball, la Workhouse. El 1826 John Boddington, que havia estat el propietari del molí del poble, va adquirir la Workhouse. Els seus descendents van ser fabricants de cervesa.
El 1834 el parlament va crear la denominació territorial "Poor Law Union", dins la qual estava Thame, i això va permetre finançar la creació d'una altra casa del treball per a pobres; la segona Workhouse, presidida per George Wilkinson, es va situar a la carretera d'Oxford. Al segle xx la seva funció ja no era necessària i l'edifici va esdevenir una institució educativa anomenada Rycotewood College.

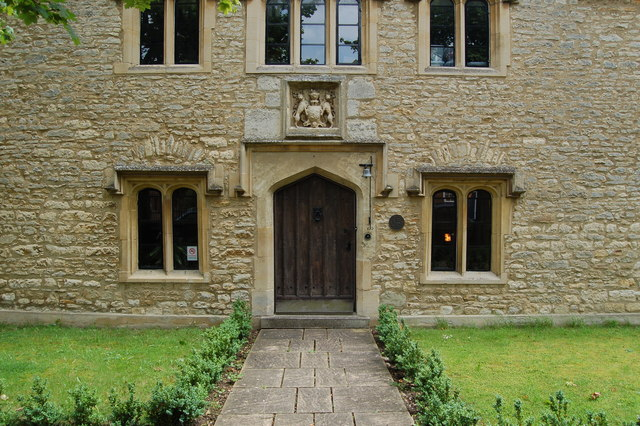
Entrada de l'antiga escola de John Williams

El 1862 es va inaugurar l'estació de ferrocarril, que enllaçava amb Wycombe i les obres van continuar fins a enllaçar aquest tram amb Oxford. El 1963 la companyia British Railways va tancar el servei per passatgers en aquesta estació.
El 1940 Willocks McKenzie, un camioner de Thame, va trobar a la vora del riu un petit tresor de monedes i anells de finals de l'edat mitjana. Les monedes eren groats, un tipus de moneda de plata equivalent a quatre penics. Els anell eren cinc i s'han datat entre el segle xiv i XVI. Actualment es poden veure al Ashmolean Museum. El més ornat dels anells era de tipus eclesiàstic i contenia un petit reliquiari amb la tapa decorada amb una creu de doble braç. L'ajuntament de Thame va decidir incorporar una imatge d'aquesta creu en l'emblema de la ciutat.
El 1974 es va construir una carretera que enllaça Thame amb l'autopista M40, una via de comunicació ràpida amb Londres.
L'exèrcit britànic té en aquesta ciutat dues unitats d'entrenament: Army Cadets i Air Training Corps, aquest darrer des del 1994.

## Agermanaments
Thame té relacions d'agermanament amb:
- Montesson (França)
- Sinaia (Romania)

## Llocs d'interès

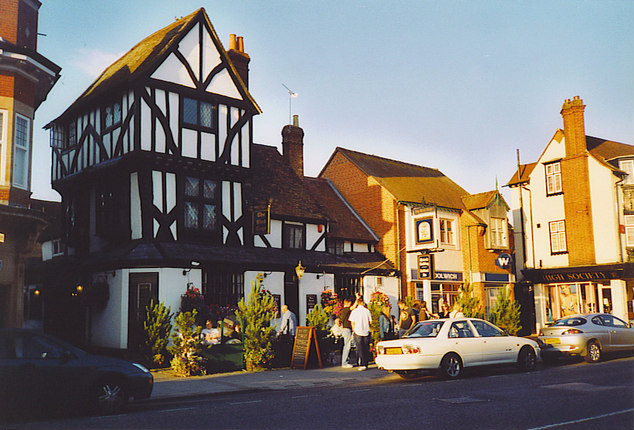
Bid Cage

- L'ajuntament o Thame Hall, construït el 1888 per l'arquitecte Henry James Tollit, en estil jacobita.[9]
- La Greyhound Inn, on tenen penjat un retrat de James Figg (1684 – 1734), un boxador sense guants que va començar a fer-se famós al pati d'aquest local.[10]
- L'església de l'antiga abadia, iniciada al segle xii, que en el segle següent va continuar la construcció en estil gòtic. El claristori es va afegir a finals del segle xiv.[11] La torre té un conjunt de vuit campanes
- La Bird Cage una taverna del segle xvi, amb la típica construcció d'entramat de fusta.

## Activitats socials
A Thame hi ha un cub social que forma part del grup Round Table (taula rodona) i els seus membres es reuneixen cada dimarts. Entre les diverses activitats que organitzen hi ha una cursa d'ànecs al mes de juny. Abans de Nadal, els membres d'aquesta associació apleguen diners per emprar en beneficència.
Al setembre es fa una fira de cases de nines i altres miniatures que dura tres dies. També se celebra la fira agrícola més gran e Gran Bretanya